# 千葉大学園芸学部・大学院園芸学研究科

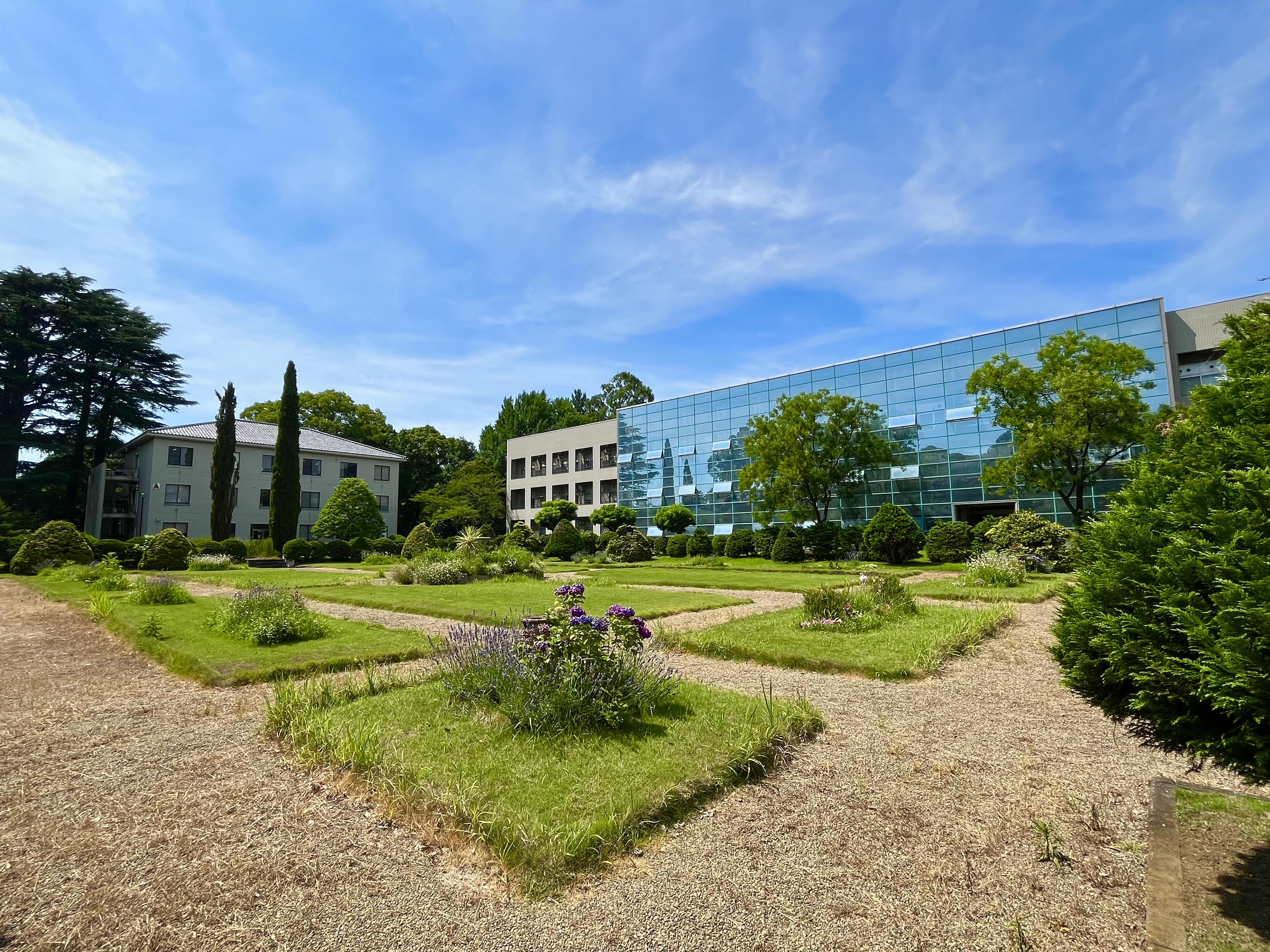
フランス式庭園（松戸キャンパス）

千葉大学園芸学部（ちばだいがくえんげいがくぶ、英称:Faculty of Horticulture）は、千葉大学に設置される学部の一つであり，千葉大学大学院園芸学研究科（ちばだいがくだいがくいんえんげいがくけんきゅうか、英称:Graduate School of Horticulture）は同大大学院に設置される研究科の一つである。

## 概要

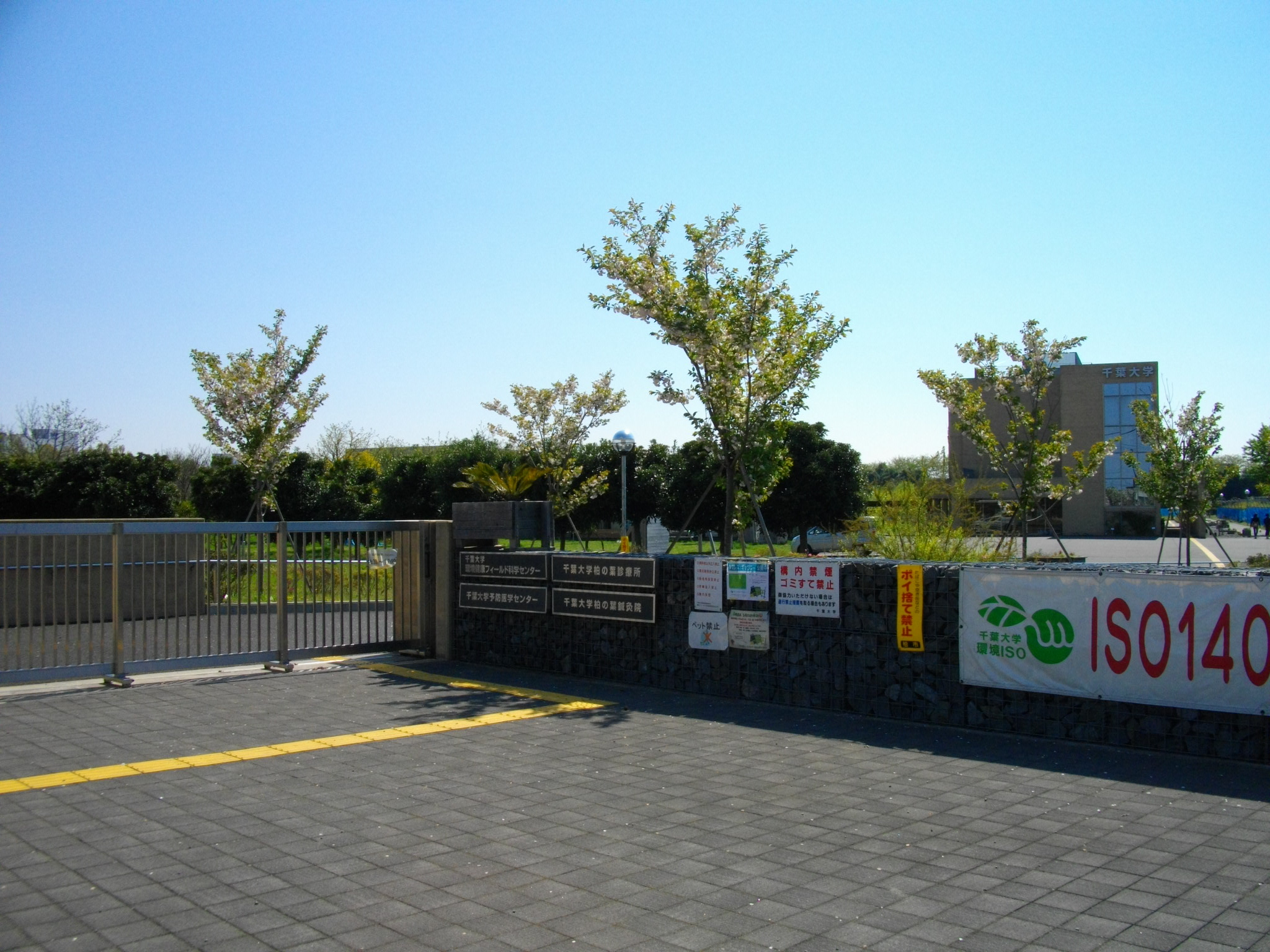
千葉大学柏の葉キャンパス

千葉大学園芸学部は、千葉高等園芸学校を前身とし、1949年の千葉大学発足時に設立された学部である。国立大学唯一の園芸学部であり、園芸分野とランドスケープ分野におけるアジアで最も伝統のある高等教育機関となっている。園芸学部同窓会として戸定会が運営されている。

## 沿革
- 1909年 - 千葉県立園芸専門学校（のちの千葉高等園芸学校）を創設[1]。
- 1949年 - 国立学校設置法により千葉大学園芸学部に改組[1]。園芸学科、農芸化学科、造園学科を開設
- 1950年7月 - 熱川暖地農場（静岡県）開設
- 1951年 - 農業実科から移行した農業別科を設置[1]。
- 1953年4月 - 総合農学科新設
- 1967年 - 3月に熱川暖地農場にて温泉掘削。4月に総合農学科を拡充改組し畜産部門と経済部門をともなう農業生産管理学科を設置。5月に校内農場整備し大蔵省より松戸市市後尻地区所管換
- 1969年 - 大学院園芸学研究科修士課程を設置[1]。園芸学専攻、農芸化学専攻、造園学専攻の3専攻
- 1971年4月 - 大学院園芸学研究科修士課程に農業生産管理学専攻を設置
- 1973年6月 - 熱川暖地農場実習施設を新営
- 1974年4月 - 造園学科に農業工学部門を拡充し環境緑地学科に改組
- 1975年4月 - 園芸別科設置（農業別科を拡充改組）
- 1977年3月 - 熱川暖地農場に災害防止用砂防ダムを新営
- 1978年4月 - 農業生産管理学科を改組し、園芸経済学科設置。農業生産管理学科の改組に伴い畜産部門廃止。大学院園芸学研究科修士課程造園学専攻を環境緑地学専攻に
- 1979年4月 - 大学院園芸学研究科修士課程、農業生産管理学専攻、園芸経済学専攻の2専攻に改組
- 1986年 - 4月に大学院後期3年制の博士課程生産科学専攻発足、5月には地方審議会において、米軍柏通信所跡地の一部25ヘクタールを千葉大学園芸学部附属農場用地とすることが承認される
- 1987年 - 1月より大蔵省関東財務局から米軍柏通信跡地の一部を普通財産として使用承認され、柏農場の新設整備（5カ年計画）に着手
- 1988年4月 - 独立研究科の大学院自然科学研究科が開設（後期３年博士課程で数理・物質科学専攻、生産科学専攻、環境科学専攻）
- 1991年4月 - 学部の園芸学科、農芸科学科、造園学科、園芸経済学科、環境緑地学科の5学科を生物生産科学科、緑地・環境学科、園芸経済学科の3学科に改組。また校内農場を柏地区に移転し柏農場発足
- 1994年4月 - 大学院自然科学研究科情報システム科学専攻設置
- 1995年4月 - 大学院園芸学研究科修士課程園芸学専攻、農芸化学専攻、造園学専攻、園芸経済学専攻、環境緑地学専攻の5専攻を 生物生産科学専攻、緑地・環境学専攻、園芸経済学専攻の3専攻に改組
- 1996年4月 - 大学院園芸学研究科、生物生産科学専攻、緑地・環境学専攻、園芸経済学専攻の3専攻を大学院自然科学研究科博士前期課程の生物資源科学専攻、環境計画学専攻の2専攻へ改組。これまでの大学院自然科学研究科を博士後期課程に移行し物質科学専攻、情報システム科学専攻、生物科学専攻、環境科学専攻に、新たに多様性科学専攻を設置
- 1997年4月 - 自然科学研究科博士後期課程の生産科学専攻を廃止。人工システム科学専攻、生命資源科学専攻を設置
- 1998年4月 - 自然科学研究科博士後期課程の物資科学専攻、情報システム科学専攻及び環境科学専攻を廃止、物資高次科学専攻、情報科学専攻及び人間・地球科学専攻を設置
- 1999年 - 3月に大学院園芸学研究科廃止、4月大学院自然科学研究科博士後期課程に数理性科学専攻を設置
- 2003年3月 - 附属農場を廃止、千葉大学共同教育研究施設環境健康都市園芸フィールド科学教育研究センターに転換
- 2007年4月 - 園芸学部・大学院を改組、学部3学科から園芸学科、応用生命化学科、緑地環境学科、食料資源経済学科の4学科、大学院園芸学研究科を再設置し環境園芸学専攻の１専攻を以て構成、生物資源科学、緑地環境学、食料資源経済学の3コースを設置
- 2018年 - 園芸別科は新規の学生募集を停止。代替として、平成30年度より履修証明プログラム「園芸技術者養成プログラム」を実施

## 学科
- 入学定員190名[4]
  - 園芸学科[4]
    - 栽培・育種学プログラム
      - 栽培学分野
      - 育種学分野

    - 生物生産環境学プログラム
      - 物理環境分野（環境制御、農業気象学、バイオエンジニアリングなど）
      - 生物環境分野（植物病原生態、応用昆虫学各論、植物病理化学）
      - 化学環境分野（土壌学、土壌生化学、植物栄養学、土壌微生物学）

  - 応用生命化学科[4]
    - 応用生命化学プログラム

  - 緑地環境学科[4]
    - 環境造園学プログラム
      - 環境造園計画学分野
      - 環境造園デザイン学分野
      - 環境造園管理学分野

    - 緑地科学プログラム
      - 緑地環境システム学分野（緑地環境情報学、緑地環境工学、流域環境工学、個体群生態学、森林管理学）
      - 緑地環境資源学分野（緑地植物学、景観生態学、森林管理学、水域生態学、植物形態分類学、地域自然史学、緑地土壌学、GIS利用論）

    - 環境健康学プログラム　

  - 食料資源経済学科[4]
    - フードシステム学分野
    - 資源環境経済学分野

## 大学院
- 環境園芸学専攻
  - 生物資源科学コース[5]
  - 緑地環境学コース[5]
  - 食料資源経済学コース[5]

## 著名な出身者

### 政治
- 江口一雄 - 元運輸政務次官、元学校法人八千代松陰学園理事長
- 辻一彦 - 元衆議院議員、元衆議院運輸委員長
- 島田穣一 - 元小美玉市長、元美野里町議会議員
- 北村新司 - 八街市長、元八街市議会議長
- 村上与市 - 元藤島町長、元山形県立庄内農業高等学校校長

### 行政
- 黒田大三郎 - 環境省参与、元環境省自然環境局長、元環境省大臣官房審議官
- 宮川量 - 元国立療養所沖縄愛楽園事務長、元国立療養所長島愛生園分館主任
- 俵浩三 - 元道立自然公園野幌森林公園事務所長、日本造園学会上原敬二賞、国立公園協会田村賞
- 土居利光 - 東京都恩賜上野動物園園長、元東京都環境局自然公園課長

### 経済
- 大内脩吉 - 元日本農薬社長、元農薬工業会会長
- 大澤雅章 - 千葉都市モノレール社長
- 松尾昭英 - 元明星食品社長、元日本即席食品工業協会理事長

### 研究
- 青葉高 - 園芸学、元千葉大学教授、園芸学会賞学術賞
- 赤坂信 - 園芸学、千葉大学教授、日本造園学会賞
- 浅見淳之 - 農業経済学、京都大学教授、地域農林経済学会会長、日本農業経済学会会長
- 飯島亮 - 造園学、元千葉大学教授、日本造園学会賞
- 池邊このみ - 造園学、千葉大学教授
- 木下剛 - 園芸学、千葉大学准教授
- 板木利隆 - 農学、元神奈川県農業総合研究所長
- 古在豊樹 - 生態環境学、第12代千葉大学学長、紫綬褒章
- 斎藤修 - 農業経済学、千葉大学名誉教授、元日本農業経済学会副会長、日本農業経済学会賞
- 斎藤馨 - 造園学、東京大学名誉教授、日本造園学会田村剛賞
- 田代順孝 - 造園学、千葉大学名誉教授、元日本造園学会会長、日本造園学会賞
- 田畑貞寿 - 造園学、千葉大学名誉教授、日本自然保護協会理事長、みどりの学術賞、日本都市計画学会功績賞
- 福富久夫 - 造園学、千葉大学名誉教授、日本造園学会賞
- 富士原和宏 - 農業工学、東京大学教授、日本農業気象学会会長
- 古谷勝則 - 造園学、千葉大学教授、日本造園学会賞
- 槇村久子 - 女性学、元奈良女子大学教授、東京海上各務記念財団懸賞論文社会文化部門最優秀賞、日本造園学会賞
- 三沢彰 - 造園学、元千葉大学教授
- 光谷拓実 - 考古学、奈良文化財研究所埋蔵文化財センター年代学研究室長、吉川英治文化賞
- 向山玉雄 - 園芸学、元奈良教育大学教授、元奈良教育大学附属中学校長、元日本農業教育学会会長
- 森歓之助 - 造園学、元マサチューセッツ州立大学教授、元ブリティッシュコロンビア大学客員教授

### 造園
- 舘粲児 - 元宮内技師、元宮内省内匠寮匠生
- 小形研三 - 造園家、元日本庭園協会副理事長、日本公園緑地協会北村賞
- 斎藤春彦 - 造園家、元宮内省造営官補
- 三橋一也 - 造園家、元東京都西部公園緑地事務所、日本都市計画学会石川賞、日本公園緑地協会北村賞
- 鈴木昌道 - 造園家、日本造園学会賞、日本公園緑地協会北村賞、都市公園コンクール賞
- 宮城俊作 - ランドスケープアーキテクト、東京大学教授、宇治平等院住職、土木学会デザイン賞、グッドデザイン賞
- 上野泰 - ランドスケープアーキテクト、日本造園学会賞
- 吉村純一 - ランドスケープアーキテクト、多摩美術大学教授、日本建築学会賞作品賞、日本造園学会賞、BCS賞
- 団塚栄喜 - ランドスケープデザイナー、BCS賞、土木学会デザイン賞、グッドデザイン賞
- 永島四郎 - フラワーデザイナー、元第一園芸取締役
- 長谷川浩己 - ランドスケープアーキテクト、武蔵野美術大学特任教授、日本建築学会賞、グッドデザイン賞

### その他
- 青木恵一郎 - 農民運動家、著作家、毎日出版文化賞
- 掛川源一郎 - 写真家、東川賞特別賞
- 會田雄亮 - 陶芸家
- 関根翔太 - 俳優
- 山田香菜子 - 元テレビ埼玉アナウンサー
- 中澤麗華 - 元テレビ岩手アナウンサー
- 古今亭今いち - 落語家
- 田村浩平 - 中京テレビアナウンサー
- 市橋達也 - リンゼイ・アン・ホーカー殺害事件の犯人